# Barrandovská spojka

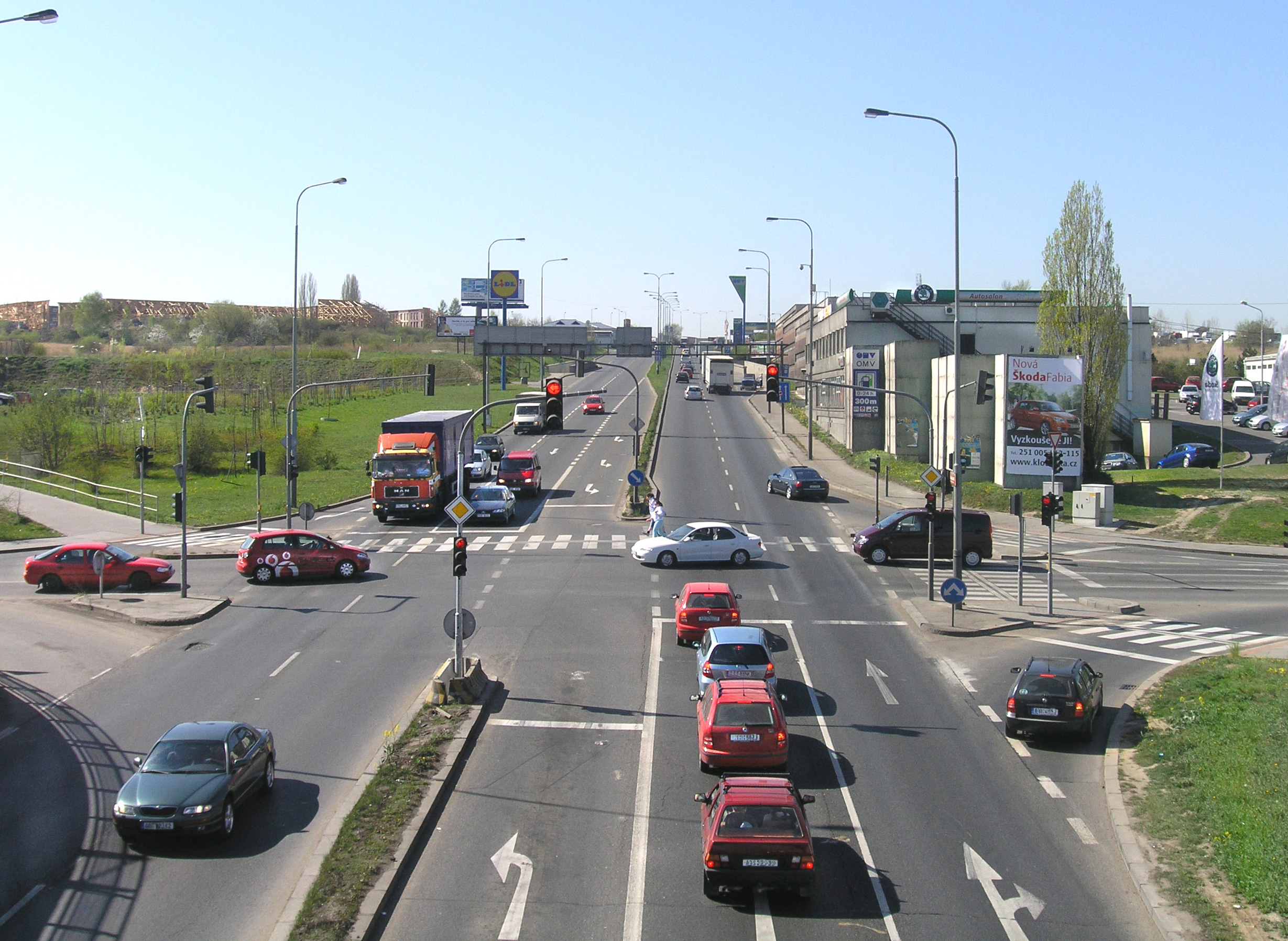
Křižovatka ulic K Barrandovu a Lamačova (směřující vpravo), resp. Slavětínského (odleva)

Barrandovská spojka (místní komunikace K Barrandovu, tzv. výstupní barrandovská estakáda) je komunikace městského typu ve čtyřpruhovém uspořádání (dvěma v každém směru), s úrovňovými křižovatkami, která slouží pro dopravní obslužnost pražské městské části Barrandov.

## Popis komunikace
Komunikace spojuje Pražský okruh s Městským okruhem, resp. Barrandovským mostem. Je součástí mezinárodní silnice E48 a II. (středního) okruhu a často bývá zahlcená, což je způsobeno prudkým stoupáním, resp. klesáním, dále úrovňovými křižovatkami se světelnou signalizací i přetížeností navazujících uličních úseků.
Trasování komunikace rozděluje Barrandov na dvě části, a sice na část s filmovými ateliéry a na část s rezidentním bydlením především v sídlišti Barrandov.
Výstavbou tramvajové trati z Hlubočep na samostatné drážní estakádě, která je vedena souběžně s ulicí K Barrandovu, byla po otevření této tramvajové trasy v roce 2003 zajištěna spolehlivější hromadná veřejná doprava, protože byla Barrandovská spojka v kritických místech odlehčena o část autobusů.
V září 2010 po dokončení jižní části Pražského okruhu byla velká část dopravní zátěže z Barrandovské spojky odvedena.